# Christian J. Wiedermann

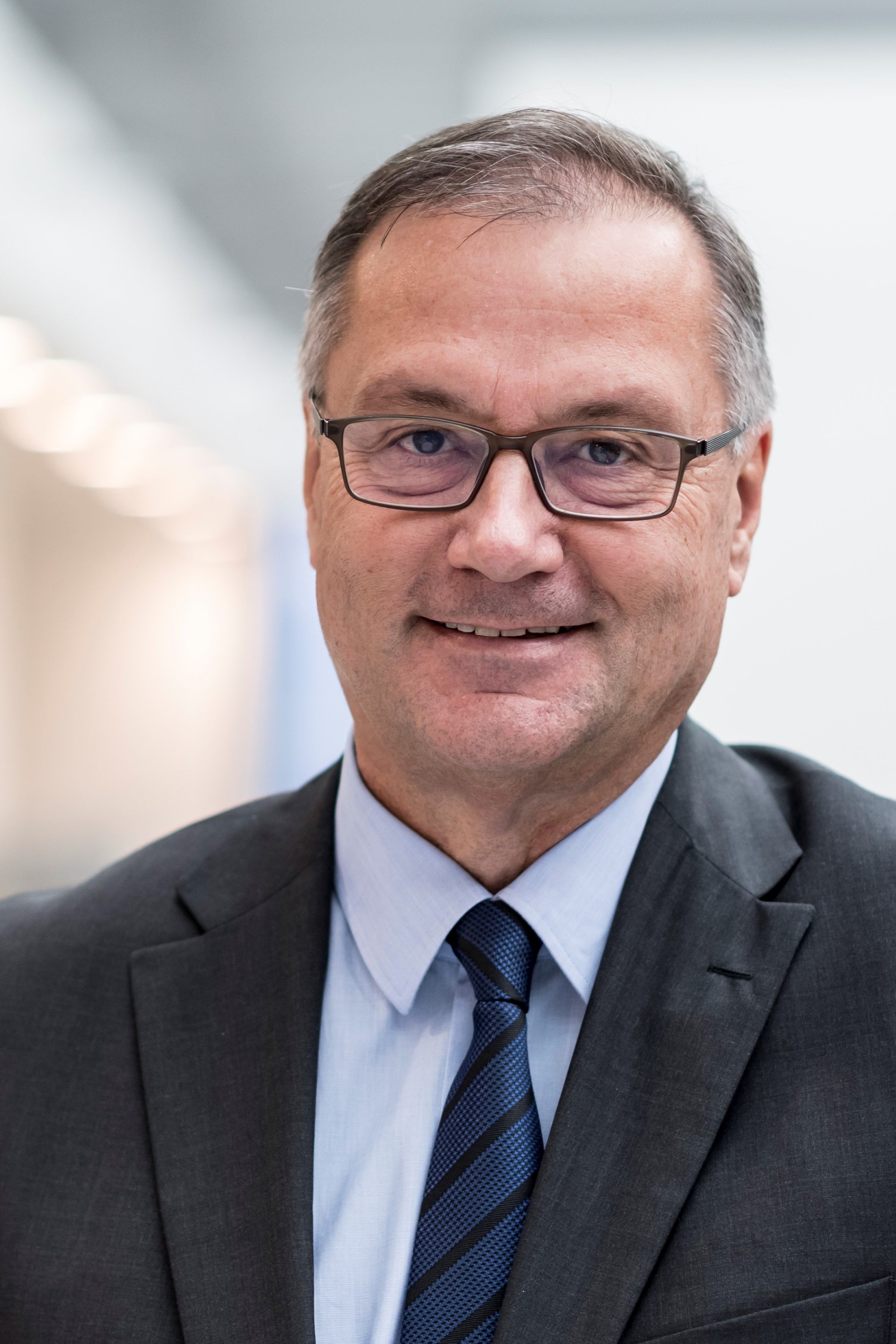
Christian Josef Wiedermann (2017)

Christian Josef Wiedermann (* 20. Dezember 1954 in Molzbichl) ist ein österreichischer Mediziner und Universitätsprofessor für Innere Medizin. Er ist Facharzt für Innere Medizin sowie Additivfacharzt für Klinische Pharmakologie und Intensivmedizin. Wiedermann war in verschiedenen leitenden Funktionen im österreichischen und italienischen Gesundheitswesen tätig und ist insbesondere für seine Arbeiten zur Wissenschaftsethik und klinischen Forschung bekannt.

## Leben
Wiedermann erwarb 1973 die Matura am Marianum in Tanzenberg, Kärnten und studierte Medizin an der Leopold-Franzens-Universität in Innsbruck von 1973 bis 1982. In Innsbruck wurde er dann zum Internisten, klinischen Pharmakologen und Intensivmediziner mit Diplomen in Geriatrie und psychosomatischer Medizin ausgebildet. 1991 schloss er die Ausbildung zum Facharzt für Innere Medizin ab. Die Zusatzausbildungen zu den Additivfacharzttiteln für klinische Pharmakologie und Intensivmedizin waren 1995 beziehungsweise 1998 abgeschlossen. Die Venia docendi erhielt er 1991 mit der Habilitation über neuro-immun-endokrine Wechselwirkungen. Die Ernennung zum Universitätsprofessor durch den Bundespräsidenten der Republik Österreich erfolgte 1996.
Auslandsforschungsaufenthalte verbrachte Wiedermann von 1985 bis 1986 als Max-Kade-Fellow an den National Institutes of Health, Bethesda (Maryland) bei Candace Pert, der Entdeckerin des Opiatrezeptors, und 1990 im Rahmen des nach dem US-Demokraten John E. Fogarty benannten Programms internationaler Forschungsförderung durch die National Institutes of Health an der Geriatrie des Weill Cornell Medical College, New York.
1994–2003 war Wiedermann geschäftsführender Oberarzt der Universitätsklinik für Innere Medizin in Innsbruck und von 2001 bis 2003 auch stellvertretender Leiter der Klinischen Abteilung für Allgemeine Innere Medizin der Universitätsklinik. 2004–2017 war er Leiter der Abteilung für Innere Medizin am Zentralkrankenhaus Bozen in Südtirol, Italien. 2013–2014 war Wiedermann Präsident der Stiftung Vital für Gesundheitsförderung der Autonomen Provinz. 2016–2017 war er wissenschaftlicher Leiter der Landesfachhochschule für Gesundheitsberufe „Claudiana“ in Bozen. Von 2017 bis 2020 war er medizinischer Geschäftsführer der Tirol Kliniken.
Bis 2024 war Wiedermann assoziierter Forscher am Institut für Public Health, Medical Decision Making und Health Technology Assessment (HTA) der Privaten Universität für Gesundheitswissenschaften, Medizinische Informatik und Technik Tirol. Aktuell ist er Koordinator der Forschungsprojekte des Instituts für Allgemeinmedizin und Public Health am universitären Ausbildungszentrum für Gesundheitsberufe Claudiana in Bozen.

## Wissenschaftlicher Beitrag
Wiedermann arbeitete auf dem Gebiet der Entzündung und untersuchte Neuropeptide als Entzündungsmediatoren. Seine Studien beleuchten auch die Zusammenhänge zwischen Entzündung und Hämostase sowie die Sicherheit und Wirksamkeit von Infusionstherapien bei Kreislaufinstabilität.
Er analysierte ethische Fragen zur Einflussnahme der Industrie auf klinische Richtlinien, insbesondere im Kontext der Surviving Sepsis Campaign. Internationales Echo fanden seine Beiträge zur wissenschaftlichen Aufarbeitung der Veröffentlichungen von Joachim Boldt, dessen Studien später wegen Fälschung vielfach zurückgezogen wurden.

## Ehrungen und Auszeichnungen
1988 Preis der Ärztekammer für Tirol und Vorarlberg
1989 Anton von Eiselsberg Preis
1991 Dr. Johannes Tuba Preis für Geriatrie und Gerontologie
1992 Paracelsus-Preis der Österreichischen Gesellschaft für Innere Medizin
1994 Bristol Myers Squibb Preis
1994 Österreichischer Staatspreis für Forschung im Bereich Rheumatologie
1995 Österreichischer Staatspreis für Grundlagenforschung im Bereich Rheumatologie
2006 Nationaler „Gemma Gershon Ethik in der Praxis“-Preis der Pezcoller-Stiftung (Italien)

## Mitgliedschaften in internationalen Vereinigungen
Walter-Siegenthaler-Gesellschaft für Fortschritte in der Inneren Medizin
Österreichische Gesellschaft für Internistische und Allgemeine Intensivmedizin und Notfallmedizin (bis 2020)
Österreichische Gesellschaft für Innere Medizin (bis 2020)
American College of Physicians (bis 2017)